# Julian Fellowes
Julian Alexander Kitchener-Fellowes, Baron Fellowes of West Stafford, mer känd som Julian Fellowes, född 17 augusti 1949 i Kairo i Egypten, är en brittisk skådespelare, författare och regissör. Fellowes är i Sverige främst känd för sin roll i TV-serien Karl för sin kilt och som skapare och manusförfattare till TV-serien Downton Abbey. Fellowes belönades 2002 med en Oscar för sitt manus till filmen Gosford Park. Fellowes är i egenskap av baron medlem av det brittiska överhuset sedan 2011.

## Filmografi i urval

### Skådespelare
- 1982 – Den röda nejlikan
- 1983 – Rita Hayworth – kärleksgudinnan
- 1985 – Baby - Djungelns hemlighet
- 1992 – Indiana Jones äventyr (TV-serie) (1 avsnitt)
- 1993 – Shadowlands
- 1993 – Sharpe (TV-serie) (2 avsnitt)
- 1996 – Jane Eyre
- 1997 – Tomorrow Never Dies
- 1999 – Aristokrater (TV-serie) (2 avsnitt)
- 2000–2005 – Karl för sin kilt (TV-serie) (25 avsnitt)

### Manusförfattare
- 2001 – Gosford Park
- 2004 – Mary Poppins (musikal)
- 2004 – Vanity Fair
- 2009 – Young Victoria
- 2010–2015 – Downton Abbey (TV-serie)
- 2012 – Titanic (Miniserie)
- 2016 – Doctor Thorne (TV-serie)
- 2017 – Konstiga huset
- 2019 – Downton Abbey
- 2020 – Belgravia (TV-serie)
- 2020 – The English Game (TV-serie)
- 2021 – The Gilded Age (TV-serie)
- 2022 – Downton Abbey: En ny era
- 2025 – Downton Abbey: The Grand Finale